# Ex Casa del Littorio di Pescia
La ex Casa del Littorio è un palazzo di Pescia situato in piazza XX Settembre. Ospita la Sezione di Archivio di Stato di Pescia.

## Storia

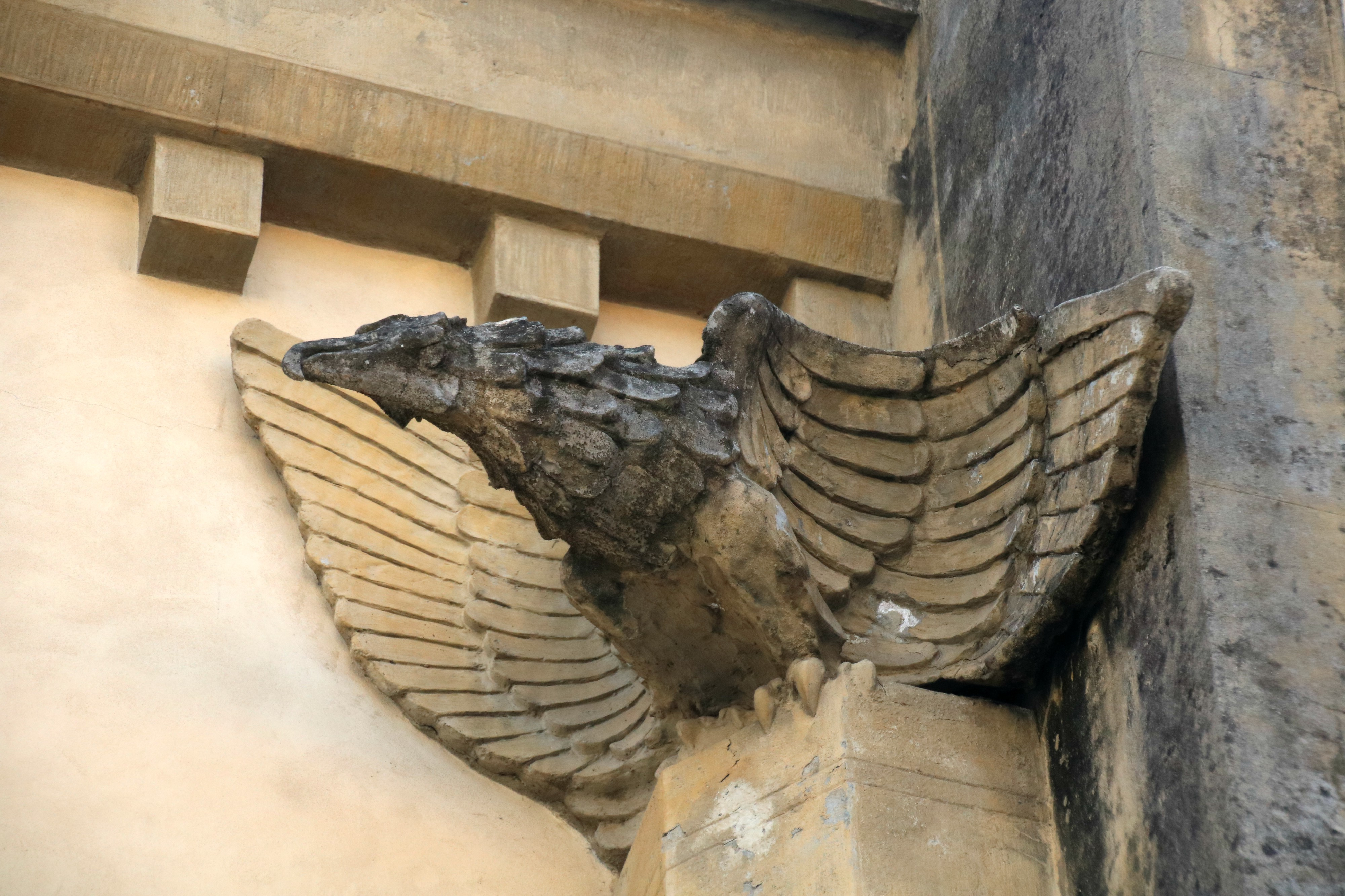
Aquila decorativa

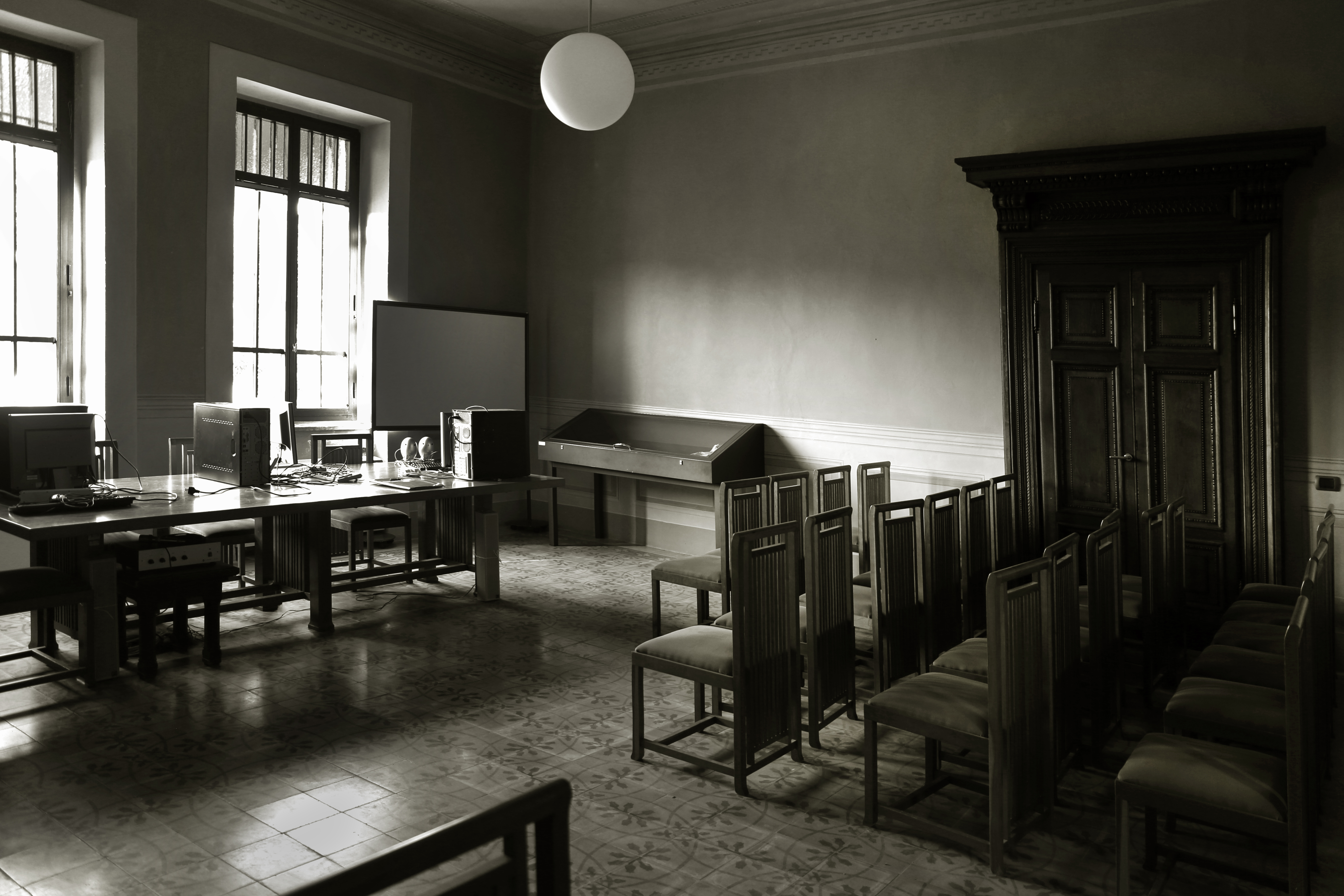
La sala riunioni

Non sono note l'esatta data di costruzione né l'autore del progetto, anche se dalla scritta "Anno VI" sulla facciata si deduce il completamento nel 1928, sesto anno dell'era fascista. Dagli aggiornamenti catastali è possibile solo stabilire che nei primissimi anni trenta l'edificio era già esistente. Di conseguenza, paiono credibili le indicazioni riportate da alcune pubblicazioni, dotate di foto d'epoca e incentrate sulla recente storia urbana di Pescia (anche se forse basate più sulla memoria individuale e sulla tradizione orale che su documentazioni certe), che inquadrano la costruzione sul volgere degli anni venti. Anche l'analisi dei caratteri stilistici non sposta sostanzialmente la suddetta ipotesi di datazione, anche per il fatto che nella realtà urbana pesciatina non si trovano altri esempi architettonici formalmente associabili a questo.
L'apparato decorativo-allegorico è inscindibile dalla destinazione a Casa del Fascio. Nel dopoguerra, come gran parte dei beni immobili del Partito Nazionale Fascista, l'edificio passa al demanio dello Stato e viene impiegato per ospitare l'Intendenza di Finanza e la Conservatoria dei registri immobiliari fino al 1980, quando le precarie condizioni di manutenzione impongono il trasferimento di tali uffici in altra sede di recente costruzione.
Le infiltrazioni di acque meteoriche dalla copertura piana erano già state registrate nel dopoguerra tanto che negli anni settanta viene sovrapposta una copertura provvisoria a padiglione, realizzata con onduline di cemento-amianto su struttura metallica (per gentile informazione del sig. Natali, ex direttore dell'Ufficio del registro di Pescia). Da allora l'edificio è rimasto inutilizzato vedendo accentuarsi così lo stato di degrado.
Destinato a divenire la nuova sede dell'Archivio di Stato (sezione di Pescia), nel 1994 ne è stata iniziata la ristrutturazione, curata direttamente dalla Soprintendenza ai beni artistici e architettonici, nelle persone dell'ing. Marchetti (responsabile di zona) e del sig. Daniele Rapino.
Dall'aprile del 2000 è effettivamente la nuova sede della Sezione di Archivio di Stato di Pescia.

## Descrizione

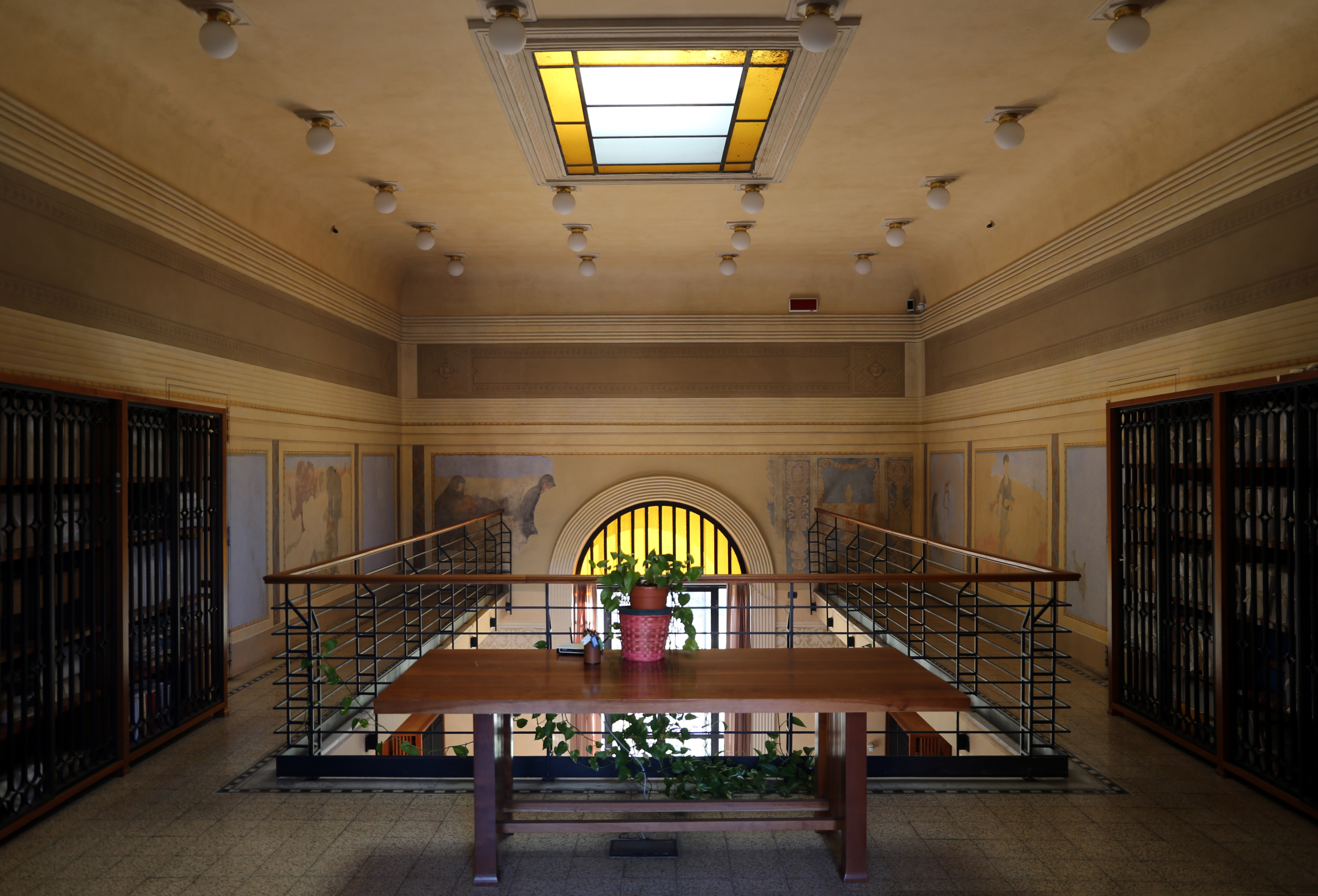
Il ballatoio interno

L'edificio è stretto fra l'argine del torrente Pescia e la piazza XX Settembre, della quale definisce da solo la gran parte del lato orientale. Questa piazza rappresenta uno dei luoghi fondamentali della città dei primi del Novecento. Essa è realizzata in conseguenza dell'apertura della "via Nuova" (1876-77), oggi via Garibaldi, che prolungando il Lungopescia, dal ponte del Duomo si sviluppa rettilinea fino alla località "Le Casacce", dove piega per Lucca. La via Nuova, con i suoi quattro filari di platani, poi ridotti a due per allargare la carreggiata, rappresenta, oltre a un'importante infrastruttura, un luogo per il passeggio e quindi un rilevante arredo urbano. La Casa del fascio, pur avendo il fronte principale sostanzialmente allineato con la quinta alberata, per la sua posizione avanzata verso la piazza tende a costituire il punto focale della prospettiva del viale.

### Esterno

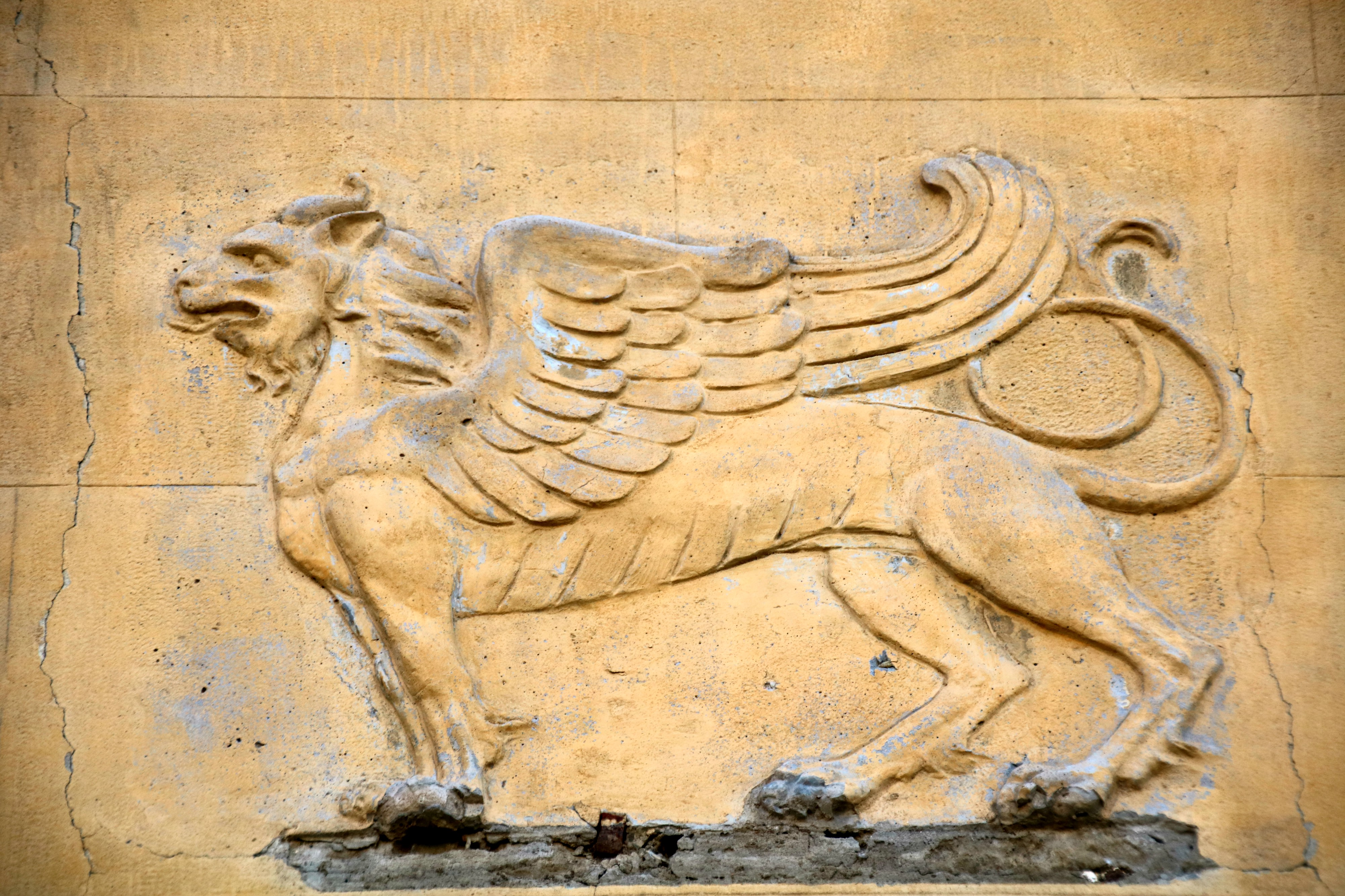
Leone decorativo

L'edificio si presenta come un volume parallelepipedo completamente isolato formalmente caratterizzato da una commistione di ornati storicistici e spunti modernisti. Motivo uniformante i prospetti è la centinatura a profilo spezzato che incornicia le aperture binate dei due piani, in una sorta di ordine gigante. Tale profilo è ripetuto sia nel portone principale che nella terminazione dell'avancorpo del fronte principale, rigorosamente simmetrico. Tale avancorpo, assemblaggio di elementi eterogenei, costituisce la principale caratterizzazione formale: al portone si sovrappone un balcone a pianta poligonale con balaustra a riquadri, cui si accede da due porte-finestre incorniciate da un'unica centina semicircolare, tale profilo è ulteriormente ribadito dalla centinatura che delimita in un unico insieme portone, balcone e finestre.
Un certo sapore marziale, connesso con la destinazione originaria, è accentuato dagli elementi plastici in pietra serena: le due paraste agli angoli fra facciata principale e avancorpo si interrompono al di sotto della gronda e si concludono con due doccioni in forte aggetto in forma di aquile, il pilastro tra le due porte-finestre reca in bassorilievo un'elegante figura di vittoria dal modellato stilizzato ad accentuarne la verticalità e infine ai fianchi del portone due semicolonne, in forma di fasci, su basamento a dado e prive di capitello, sostengono visivamente il balcone. Se, da un lato, analoghi fasci stilizzati in forma di colonna sono rintracciabili anche nella facciata della Casa del balilla di Pistoia, probabilmente coeva (progetto di Raffaele Fagnoni e Giovanni Michelucci del 1927), l'insolita commistione di elementi neomedievali (i doccioni e la balaustra del balcone) e vagamente modernisti (le aperture binate a unica arcatura) rievoca d'altro canto maggiormente talune opere dei Coppedè, come ad esempio la Casa del fascio di Signa.
Un elemento scultoreo molto stilizzato, percepibile nelle foto d'epoca, ma non chiaramente riconoscibile, concludeva l'avancorpo alla sommità, accentuandone ulteriormente verticalità e simmetria. La scala di accesso esterna, a pianta poligonale, è in marmo di Carrara così come quella interna, alla sinistra dell'ingresso, che conserva ancora l'originaria ringhiera in ferro battuto.

## Note

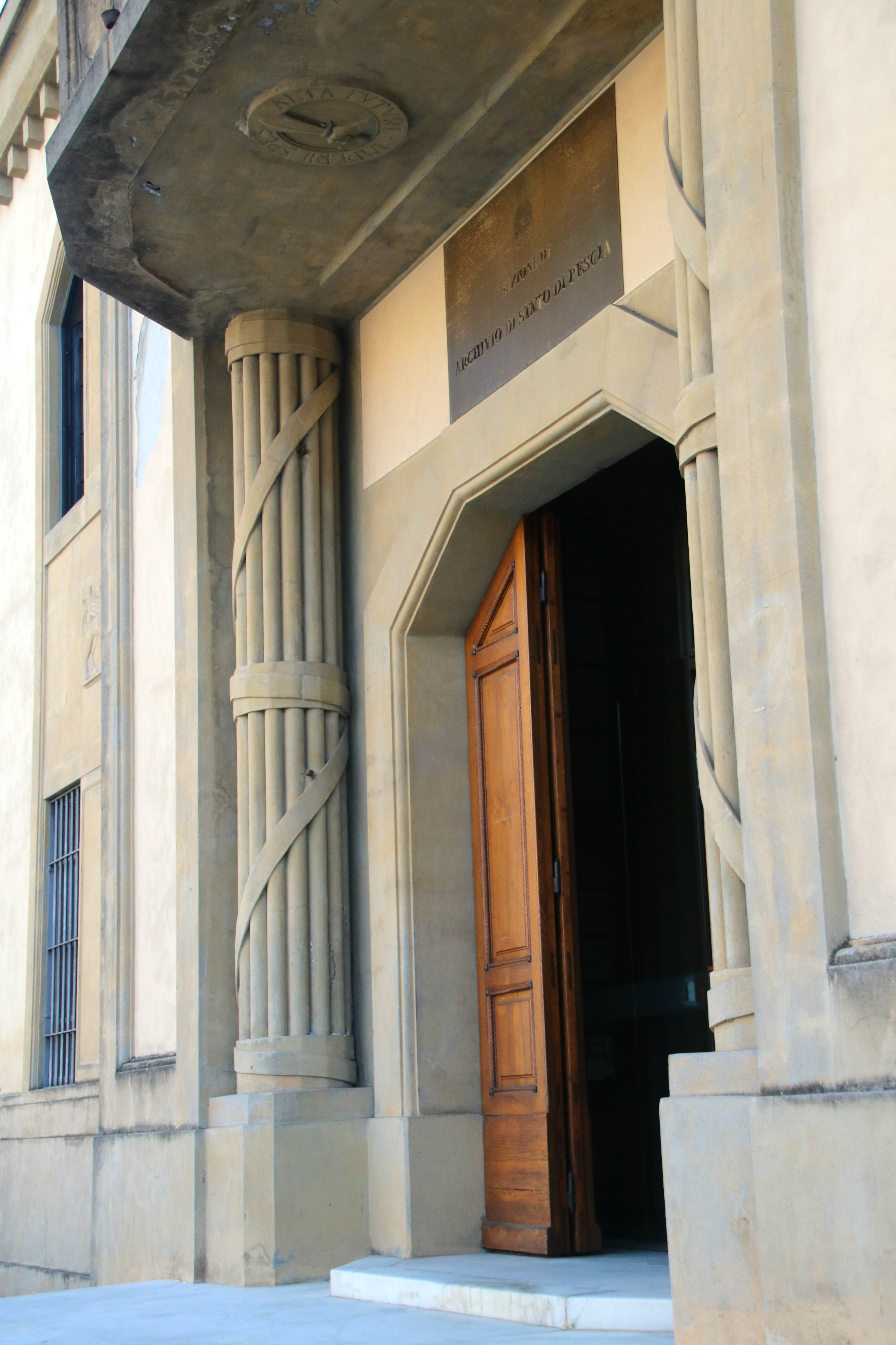
Fasci littori sul portale, depurati dalle asce nel Dopoguerra